# Перемога-2
Перемога-2, Святого ручая (рос. Победа-2, Святого ручья) — печера в Архангельській області, на Біломорсько-Кулойському плато європейської півночі Росії. Карстова печера горизонтального типу простягання. Загальна протяжність — 770 м. Глибина печери становить 20 м. Категорія складності проходження ходів печери — 2А.